# Asesinato de Luis de Valois

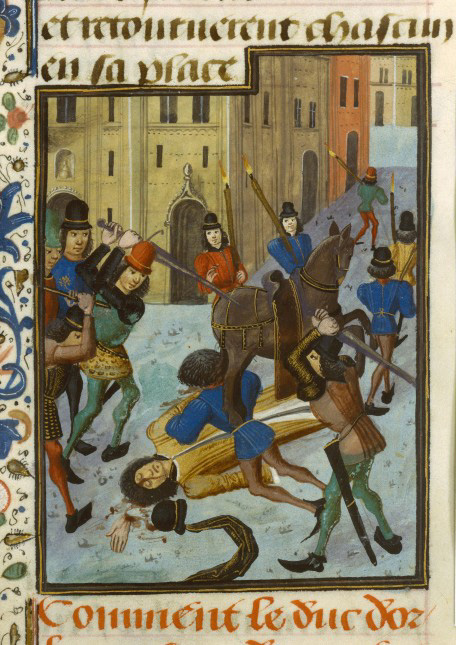
Asesinato de Luis de Valois. Iluminación del Maestro de la Crónica de Inglaterra, circa 1470-1480 (Biblioteca Nacional de Francia).

El asesinato de Luis de Valois, hermano del rey Carlos VI de Francia, tuvo lugar el 23 de noviembre de 1407 en París. Cometido a instigación de su primo Juan I de Borgoña, conocido como «Juan Sin Miedo», este acto desencadenó la guerra civil entre los armagnacs y los borgoñones, que sumió a Francia en el caos de la guerra civil hasta el Tratado de Arras del 21 de septiembre de 1435.

## Contexto
Durante el reinado de Carlos V, generales franceses como Bertrand du Guesclin recuperaron constantemente el territorio que habían perdido los ingleses en la Guerra de los Cien Años. Al mismo tiempo Inglaterra sufría serios disturbios políticos y amenazas fronterizas en casa. Estos dos factores llevaron a que se declarara una tregua en 1389 en la Guerra de los Cien Años.
A partir de 1392, el nuevo rey de Francia, Carlos VI, experimentó ataques de locura y a menudo tuvo que ser confinado. Siempre que estaba incapacitado, Francia era gobernada por un consejo de regencia compuesto por los grandes del reino presidido por la reina Isabel de Baviera-Ingolstadt. Con la muerte de Felipe II de Borgoña, duque de Borgoña, el poder político pasó de su hijo, Juan I de Borgoña, al hermano del rey, Luis de Valois, del que se rumoreaba que tenía una relación con la reina. Luis hizo expulsar a los borgoñones del consejo y se llevó la mayor parte del tesoro real, que utilizó para dividir las posesiones territoriales del duque de Borgoña de Flandes y el ducado de Borgoña comprando el ducado de Luxemburgo. Su autoridad se debilitó así, Juan I de Borgoña decidió que tenía que matar a su rival.

## Complot

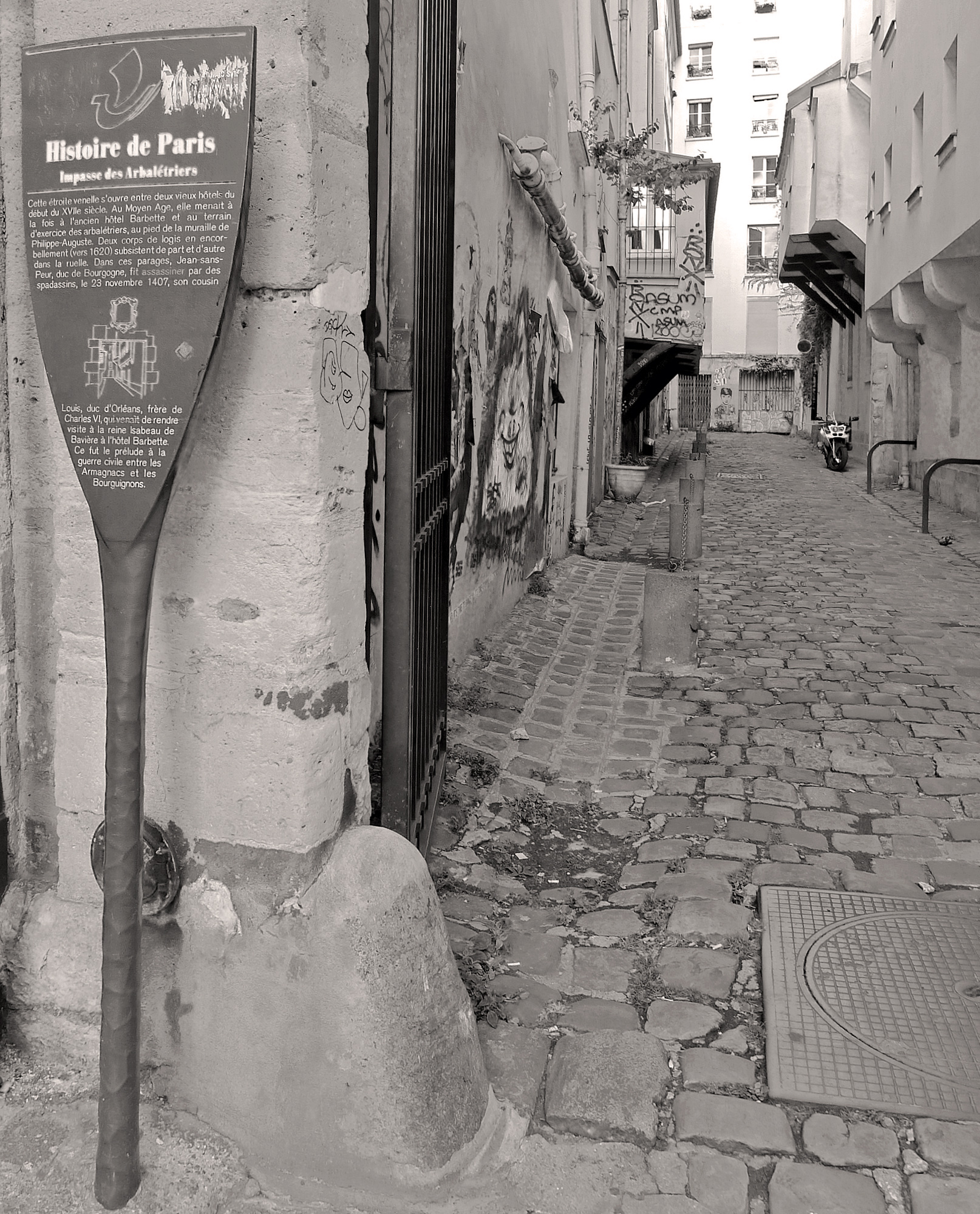
Fotografía del año 2014 del sitio del asesinato del duque Luis de Valois.

El 23 de noviembre de 1407, Luis de Valois, duque de Orleans, fue a visitar a la  reina Isabel, que había dado a luz un poco antes, en el Hôtel Barbette de la calle Vieille-du-Temple, en París.
Thomas de Courteheuse le informó que el rey Carlos VI esperaba su urgente presencia en el Hotel Saint-Paul. A su salida, fue apuñalado por una quincena de matones enmascarados, dirigidos por Raoulet d'Anquetonville, que era un secuaz del duque de Borgoña. Los valets y guardias que lo escoltaban no pudieron protegerlo. Un escudero fue asesinado tratando de proteger al duque. La mano del duque fue cortada y su cráneo partido por un hacha. El duque de Borgoña tenía el apoyo de la población parisina y universitaria, a la que había sabido ganarse prometiendo el establecimiento de una ordenanza como la de 1357. Capaz de tomar el poder, pudo confesar públicamente el asesinato. Lejos de esconderlo, Juan Sin Miedo tenía un elogio del tiranicidio escrito por el teólogo Jean Petit, un académico de la Sorbona.

## Secuelas
Para apaciguar a los combatientes después del asesinato, Carlos VI de Francia, llamó al duque de Borgoña y a los hijos del difunto a Chartres el 28 de febrero de 1409. También encargó al conde Guillermo II de Baviera, cuñado de Juan Sin Miedo, duque de Borgoña, que asegurara, a la cabeza de 400 hombres de armas y 100 arqueros, la protección de cada una de las delegaciones durante su viaje y que luchara del lado del atacado si se producían hostilidades.
El 15 de abril de 1410, en Gien, durante los desposorios de Carlos I, duque de Orleans, hijo del duque asesinado, y de Bona de Armagnac, los poderosos hombres del reino presente se unieron contra el duque de Borgoña. La guerra civil entre Armagnac y Borgoña que siguió se prolongó durante treinta años, hasta la firma del Tratado de Arras. Juan Sin Miedo fue asesinado por los Armagnac en 1419, en el puente de Montereau-Fault-Yonne.